# Rogério dos Santos Conceição
Rogério dos Santos Conceição (n. 20 de septiembre de 1984, Camacan, Brasil) es un futbolista profesional brasileño. Se desempeña como defensa central.

## Clubes
| Club                              | País          | Año         |
| --------------------------------- | ------------- | ----------- |
| Santos                            | Brasil        | 2004 - 2006 |
| Guarani Futebol Clube             | Brasil        | 2006        |
| Marília Futebol Clube             | Brasil        | 2007        |
| Sociedade Esportiva do Gama       | Brasil        | 2007        |
| Criciúma Esporte Clube            | Brasil        | 2007        |
| Associação Desportiva São Caetano | Brasil        | 2008        |
| Santa Cruz Futebol Clube          | Brasil        | 2008        |
| Colorado Esporte Clube            | Brasil        | 2008 - 2010 |
| Veranópolis EC                    | Brasil        | 2009        |
| Gyeongnam Football Club           | Corea del Sur | 2009        |
| Vila Nova Futebol Clube           | Brasil        | 2010        |
| Associação Naval 1º Maio          | Portugal      | 2010 - 2012 |
| Clube Desportivo Feirense         | Portugal      | 2012 - 2013 |
| Al-Ittihad Club (Trípoli)         | Libia         | 2013 - 2014 |
| Guaratinguetá Futebol             | Brasil        | 2014        |
| ASA                               | Brasil        | 2014        |